# Massacre de la carretera Màlaga-Almeria
La massacre de la carretera Màlaga-Almeria, coneguda també com a La Desbandada, fou un episodi de la Guerra Civil espanyola esdevingut el 8 de febrer de 1937, després de l'entrada a Màlaga de les tropes franquistes, en el qual va ser atacada, per mar i aire, la multitud de refugiats que abarrotaven la carretera en marxa cap a Almeria, a la zona sota control de l'Exèrcit Popular Republicà. Va causar la mort d'entre 3000 i 5000 persones.

## Antecedents
Durant la II República, Màlaga s'havia caracteritzat per la força del moviment obrer, especialment de la CNT i del Partit Comunista d'Espanya, que va aconseguir el primer diputat de la seva història per aquesta província: Cayetano Bolívar Escribano. Durant aquests anys es van produir diversos fets violents deguts a la polarització social, entre els quals destaca la crema de convents del 1931 (i anys anteriors), i la constant violència política.
Després de l'aixecament militar del 18 de juliol de 1936 contra la República, la ciutat de Màlaga i gran part de la província van quedar sota control republicà a causa de l'acció de les milícies obreres que van reeixir sufocar el cop. Durant els primers mesos de guerra, Màlaga va estar pràcticament aïllada de la resta del territori de la República, ja que l'única via terrestre que l'enllaçava i que no estava en poder dels revoltats era la carretera d'Almeria, que era vulnerable al bombardeig marítim i dificultava l'enviament de soldats i provisions a la província. De fet aquesta carretera es trobava tallada a principi de 1937 per unes inundacions esdevingudes a Motril. Per això les autoritats de Màlaga van actuar sovint al marge de les decisions del govern republicà.
Durant els primers mesos de la guerra, les milícies obreres havien comès alguns excessos com la destrucció del barri de la Caleta, poblat per elements de la burgesia malaguenya.

## La Batalla de Màlaga
El 17 de gener de 1937 el general insurrecte Queipo de Llano va llançar una primera ofensiva sobre la província de Màlaga, ocupant Marbella per l'oest i, des de Granada (Andalusia), van prendre Alhama i els territoris propers. En aquests dos atacs simultanis amb prou feines va haver-hi resistència per part dels republicans i van provocar un primer èxode de civils cap a la capital malaguenya. No obstant això, les autoritats republicanes no van creure que aquests moviments iniciessin una campanya general al sud i no hi van enviar reforços.
Al nord de la província, els camises negres italians van reunir nou batallons, és a dir, uns 10.000 homes. Per la seva banda, la República comptava amb 12.000 homes a Màlaga, però només 8.000 fusells i poques municions i artilleria.
El 3 de febrer va començar l'atac definitiu contra Màlaga des de Ronda, on els franquistes trobaren una forta resistència. A Màlaga es va estendre el pànic entre els defensors i els civils per la por a quedar aïllats. El 6 de febrer els italians van prendre els cims de Ventas de Zafarraya, des d'on dominaven qualsevol possible retirada per la carretera d'Almeria. Aquest mateix dia s'ordenava l'evacuació de Màlaga i, l'endemà, les tropes italianes obstaculitzen als suburbis. El dia 8 tota la capital estava en poder de l'exèrcit revoltat.

## L'èxode cap a Almeria
Davant els primers moviments franquistes cap a Màlaga, a la capital es va estendre el pànic davant la repressió, per la qual cosa molts civils i milicians van optar per fugir per la carretera d'Almeria. Aquesta no havia estat tallada, si bé estava a la mercè dels bombardejos des de terra, mar i aire.
Es calcula que van ser desenes de milers els que van intentar fugir, encara que el camí era extremadament difícil tant pels bombardejos com pel fet que la carretera es trobava en pèssimes condicions a l'altura de Motril.
Van participar en el bombardeig, a més de la força aèria franquista, els bucs Canarias, Baleares i Almirante Cervera, així com els tancs i l'artilleria rebels. L'esquadrilla aèria España, fidel a la República, va tractar de defensar als fugits amb poc èxit. La majoria de pobles en el camí cap a Almeria no van ajudar els fugitius davant la por a les represàlies posteriors per part dels revoltats, que continuaven avançant. No obstant això aquesta mateixa por va fer també abandonar les seves cases molts dels veïns d'aquests pobles situats en la costa malaguenya; tal és el cas de Lagos, al terme municipal de Vélez-Màlaga, un conjunt de cases enfront del mar on alguns supervivents situen els primers bombardejos de vaixells i aviació contra la població innocent que fugia per la carretera. Així mateix, el 8 de febrer també va tenir lloc un desembarcament a Torre del Mar amb la intenció de tallar la retirada dels fugits.
Durant aquest succés, es va produir la intervenció del doctor Norman Bethune, que es va desplaçar expressament des de València cap a Màlaga amb la seva unitat de transfusió de sang per socórrer a la població civil que estava sent massacrada. Durant tres dies ell i els seus ajudants Hazen Sise i Thomas Worsley van socórrer als ferits i van ajudar en el trasllat de refugiats cap a la capital d'Almeria. Aquesta experiència traumàtica el portaria a escriure El crim de la carretera Màlaga-Almeria.
| «                | "... El que vull explicar-vos és el que jo mateix vaig veure en aquesta marxa forçada, la més gran, la més horrible evacuació d'una ciutat que hagin vist els nostres temps...." | » |
| — Norman Bethune | |   |

## Conseqüències
Els càlculs sobre la quantitat de fugits de Màlaga són confusos i difícils. Es calcula que van ser entre 15.000 i 150.000. L'acció de l'exèrcit franquista sobre els fugits per la carretera d'Almeria va provocar entre 3.000 i 5.000 morts, la majoria civils.
Igualment, la repressió sobre aquells que havien romàs a la ciutat va ser la més brutal des de la Massacre de Badajoz, l'agost de 1936. Es calculen uns 20.000 afusellats, enterrats en fosses comunes com les del cementiri de San Rafael, dels quals ja s'ha obtingut el nom de 4.100 de les víctimes.

## Actes en record de les víctimes
El febrer de 2005 es va inaugurar un memorial a Torre del Mar en record de les víctimes de la massacre, amb l'assistència d'alguns dels supervivents de l'èxode. Des de llavors, cada 7 de febrer es realitza allí una ofrena floral que, des de 2007, està coincidint també amb l'arribada d'una Marxa-Homenatge a les Víctimes de la Crta. Màlaga-Almeria.
Durant els últims anys s'han realitzat diversos actes de record a les víctimes i supervivents, així com una exposició fotogràfica itinerant amb el títol El Crim de la carretera Màlaga-Almeria, basada en el relat de Bethune.
| «                                     | El mateix que va passar a la carretera de Màlaga-Almeria ho he vist després, i ho segueixo veient, moltes vegades al cinema i en la televisió. Crec que el que van fer a Màlaga va ser com un assaig del que posteriorment va succeir en altres guerres. Però la primera vegada que es va atacar i va bombardejar així la població civil va ser a nosaltres, en aquella carretera: van ocupar Màlaga i van preparar un parany criminal a la sortida | » |
| — Rosendo Fuentes Ayllón. Supervivent | |   |